# Seal Beach
Seal Beach ist eine Stadt im Orange County im US-Bundesstaat Kalifornien, Vereinigte Staaten, mit 25.242 Einwohnern (Stand: 2020). Die geographischen Koordinaten sind: 33,76° Nord, 118,08° West. Das Stadtgebiet hat eine Größe von 34,2 km².
Seal Beach liegt an der California State Route 1, die auch unter dem Namen Pacific Coast Highway bekannt ist.

## Sonstiges
In Seal Beach schoss am 12. Oktober 2011 ein Mann wegen eines Sorgerechtsstreits mit seiner Ex-Frau in einem Friseurladen um sich. Er tötete acht Menschen, darunter die Mutter seines Kindes.

## Söhne und Töchter der Stadt
- Patricia McCormick (1930–2023), Wasserspringerin
- Mitch Wahl (* 1990), US-amerikanisch-deutscher Eishockeyspieler
- Jimmy Bennett (* 1996), Schauspieler